# Rammelsbergi bánya
A rammelsbergi bánya a világörökség egyik helyszíne a németországi Goslar városától délre, a Rammelsberg nevű hegyen. Az itt létesített múzeum az Ipari Örökségek Európai Útvonala (ERIH) egyik állomása.
A Rammelsbergen elsősorban galenitet, kalkopiritet, szfaleritet, baritot valamint vitriolt hoztak felszínre. Az ércből egyebek mellett ezüstöt, ólmot, rezet, cinket, illetve a 18. századtól kezdve aranyat nyertek ki.

## Története
A Harz hegység többi részével ellentétben, amelyeket hidrotermikus érclerakódások jellemeznek, a rammelsbergi bánya a devon korban keletkezett, amikor a térség a tenger fenekén volt található és az itt működő forró vizes kürtők rakták le az érctelepeket. A későbbi karbon korszakban a térség a devon tengerből kiemelkedett, majd felgyűrődött. Az ércbányászat a napjainkban „Alten Lager“ néven ismert helyen kezdődött, amelyet a felszíni erózió könnyen elérhetővé tett. A „Neue Lager“ néven ismert bányát csak a 19. század elején nyitották meg.
Az 1981-1985 közötti régészeti ásatások során feltárt feldolgozatlan érctömbök és salakmaradványok tanúsága szerint a hegyen már a 3. században folyt a bányászat. A bánya első írásos említése 968-ból maradt fenn.
A hegy a nevét a mondabeli Ramm lovagról kapta, aki I. (Nagy) Ottó német római császár kísérőjeként egy vadászaton a lovát egy fához kötötte, hogy a járatlan rengetegbe gyalog menjen. A gazdájára türelmetlenül várakozó paripa a lábával egy érctelért kapált ki.
A középkorban Goslar város anyagi jólétét a bánya alapozta meg. A bánya először császári birtok volt, majd Goslar város tulajdonába került, végül a 16. század háborúskodásai során a braunschweigi hercegek szerezték meg.
Mivel a nemzetiszocializmus korszakában a bányának különös jelentőséget tulajdonítottak a hadiipar szempontjából, és az érc nehézkes előkészítésére sikerült megfelelő műszaki megoldást találni (úsztatás), ezért komoly fejlesztésekre került sor. A „Rammelsbergprojekt“ keretén belül 1936-1937-re kiépítették a mai külszíni létesítményeket az ércelőkészítéssel és a hegyi aknával. Az építészek Fritz Schupp és Martin Kremmer voltak, akik több más jelentős ipari létesítményt terveztek, többek között a Ruhr-vidéken a Zollverein Szénbánya, amely szintén a világörökség része.
Több mint ezer év és 30 millió tonna érc után 1988. június 30-án a bányát a lelőhelyek kimerülése miatt leállították. Egy polgári egyesület vehemensen ellenállt a külszíni létesítmények lebontásának és a történelmi bányajáratok betemetésének, így a bezárt bányát múzeummá alakították át.

## Fordítás
Ez a szócikk részben vagy egészben a Rammelsberg című német Wikipédia-szócikk ezen változatának fordításán alapul.  Az eredeti cikk szerkesztőit annak laptörténete sorolja fel. Ez a jelzés csupán a megfogalmazás eredetét és a szerzői jogokat jelzi, nem szolgál a cikkben szereplő információk forrásmegjelöléseként.